# 三核苷酸重复序列扩增
三核苷酸重复序列扩增（英語：Trinucleotide repeat expansion, Triplet repeat expansion），也称三核酸重复序列扩增、三核苷酸重复扩增、三核苷酸扩增等，是一种可能导致三核苷酸重复序列疾病的DNA突变。在动态遗传学中被称为动态突变。
在DNA复制中，三核苷酸重复序列扩增由DNA复制时的滑动现象（英語：slippage）造成。DNA序列在不少区域都有重复序列，使得母链和子链碱基互补配对有时会产生环状结构。如果环状结构发生于子链则DNA複製後重复序列的重复次数会增加，发生于母链则重复次数减少，重复次数增加的概率被认为大于减少的概率。而重复序列扩增的规模越大，越有可能导致疾病，其导致的疾病也越严重。DNA和RNA的互动也可能参与了三核苷酸重复序列扩增这一导致序列不稳定的现象中。
DNA修復也会导致三核苷酸重复序列扩增。三核苷酸重复序列损伤时，会引发同源重組、非同源性末端接合、 错配修复、碱基切除修复等修复机制来修复损伤的DNA。这些过程中，错配碱基切除后往往需要同DNA复制一般重新配对，因而有概率产生三核苷酸重复序列扩增。
三核苷酸重复序列的重复次数与亨丁頓舞蹈症等一众三核苷酸重复序列疾病的病程、危重程度、发病年龄正相关。